# James Nnaji
James Ugochukwu Nnaji, né le 14 août 2004 à Makurdi au Nigeria, est un joueur nigérian de basket-ball. Il évolue au poste de pivot.

## Biographie

### Carrière professionnelle

#### Hornets de Charlotte
Il est choisi en 31e position par les Pistons de Détroit pour les Hornets de Charlotte lors de la draft 2023 de la NBA .

## Palmarès
Premier joueur nigérian à etre sélectionné 31e de la draft NBA.